# Calibishie
Calibishie é uma cidade de Dominica localizada na paróquia de Saint Andrew.